# Cornifalx insignis
Cornifalx insignis là một loài nhện trong họ Orsolobidae. Chúng được V. V. Hickman miêu tả năm 1979.